# 重症熱性血小板減少症候群
重症熱性血小板減少症候群（じゅうしょうねっせいけっしょうばんげんしょうしょうこうぐん、英: Severe fever with thrombocytopenia syndrome; SFTS）は、重症熱性血小板減少症候群ウイルスによる感染症である。マダニが媒介し、日本では2013年に最初の患者が報告された。その後も感染の報告が相次いで発表されたため、同年3月4日に「重症熱性血小板減少症候群（病原体がフレボウイルス属SFTSウイルスであるものに限る）」が感染症法上の四類感染症に指定され、医師による診断時届出等の対象となった。クリミア・コンゴ出血熱と並ぶ、ダニが媒介するウイルス性出血熱の一つ。治療は長らく対症療法のみで、有効な治療薬やワクチンはなかったが、2024年6月24日にファビピラビルがSFTSの適応追加の承認がされた。

## 病原体
主として重症熱性血小板減少症候群ウイルス（英: Severe fever with thrombocytopenia syndrome virus; SFTSV） を保有するマダニがヒトを刺咬することによって感染する。潜伏期間は6-14日とみられている。初めての症例が報告された中国では、フタトゲチマダニ (Haemaphysalis longicornis)、オウシマダニ (Rhipicephalus microplus) からウイルスが分離されており、人間だけでなくダニに咬まれることの多い哺乳動物の感染が確認されている。
2017年10月には日本の徳島県で飼い犬から人間に感染する事例が確認され、世界で初めてのペットから人への感染例として報告された。
さらに人間から人間に感染する「ヒト-ヒト感染」も中華人民共和国、韓国で複数報告されているほか、日本でも2023年4月に初めて確認されている（後述）。

## 症状
主な症状は発熱や消化器症状（吐き気、嘔吐、腹痛、下痢、下血など）、神経症状（頭痛、筋肉痛、意識障害、失語）、リンパ節腫脹、皮下出血など。致死率は10 - 30%程度とされるが、軽症患者が診断されていない可能性があり、中国の死亡率と同等とするならば、日本国内での患者数は年間100名程度と推定されている。

### 機序
2020年1月、日本の国立感染症研究所は、SFTS患者体内でSFTSVが標的とする細胞を同定した。SFTSVはリンパ節、脾臓、骨髄などで、主に「抗体産生細胞である形質芽球に分化しつつあるB細胞」に感染し、血管に入り全身臓器に拡散する。さらに、ヒト形質芽球と似た特徴を持つ培養細胞株であるPBL-1細胞を用いて、試験管内においてウイルス感染を再現できるSFTSV感染の実験系を開発した。

### 確定診断
血中の SFTS ウイルス遺伝子の検出や抗体値の上昇による。

## 治療法
2024年時点での治療薬は、2024年6月24日に適応追加の承認がされたファビピラビル（富山化学工業の商品名はアビガン）のみである。
ファビピラビルの保険承認までの経過は以下のとおりである。
2016年2月22日、厚生労働省研究班のチームがマダニが媒介するウイルス感染症「重症熱性血小板減少症候群(SFTS)」に、ファビピラビルが有効であることをマウスの実験で確かめたと、米微生物学会の専門誌に発表した。感染直後に投与すれば高い確率で救命できることが示唆された。2016年6月より愛媛大学、長崎大学、国立国際医療研究センター、国立感染症研究所など日本国内30ヵ所の医療機関が臨床研究を開始した。
2017年11月9日、愛媛大学らの研究グループが、ファビピラビルに「一定の治療効果が認められた」と臨床研究の結果を発表した。同グループは今後治療法の確立を目指すとしている。
2018年3月12日、富山化学がマダニによるSFTSに対する治験の最終段階である第III相試験（フェーズ III）の患者登録を開始したと発表。
2023年6月22日、厚生労働省がファビピラビルを「希少疾病用医薬品」に指定した。これにより、国の助成や薬事承認審査の優遇措置を受けられるようになり、SFTS治療薬の開発の加速が期待されると報道された。
2023年8月31日、富士フイルム富山化学が厚生労働省へ承認事項一部変更承認申請。
2024年5月24日、厚生労働省の薬事審議会・医薬品第二部会がファビピラビルをSFTSの治療薬として使用することを了承した。
2024年6月24日、厚生労働省がSFTSの効能追加を承認。
2024年8月15日、薬価収載。

## 疫学
もっとも古い感染者の報告は2005年の長崎県の患者で、流行が確認されている国は、日本、中国、韓国である。

### 日本国内の報告

2016年4月27日までにSFTSの届け出があった府県

2016年2月24日時点で170名以上の感染例が報告されているが、当初に作成された「疑い患者要件」を満たしていない軽症例が見逃されている可能性が指摘されている。
2013年1月に報告された最初の患者は2012年秋に発症した50代の女性で、原因不明のまま死亡した。後に保存検体の検査により SFTSV のゲノムとウイルス抗原が確認され重症熱性血小板減少症候群と確定した。この事例を元に厚生労働省は「疑い患者要件」を公表して全国に情報提供を求めた。
（当初）疑い患者要件
1. 38度以上の発熱
2. 消化器症状（嘔気、嘔吐、腹痛、下痢、下血のいずれか）
3. 血小板減少（10万/mm3未満）
4. 白血球減少（4000/mm3未満）
5. 血清酵素（AST、ALT、LDHのいずれもの上昇）
6. 他の感染症によること又は他の病因が明らかな場合は除く
7. 集中治療を要する、若しくは要した、又は死亡した者。

情報提供により、山口県における海外渡航歴のない成人男性と、2012年秋の宮崎県における海外渡航歴と近年の国内旅行歴のない成人男性で、いずれも報告時点では死亡している。さらに、その後の調査では確認可能な最も古い患者は2005年である事と、死亡した患者の血液から発見されたSFTSウイルスの塩基配列は中国で発見されたものとはわずかに異なっていることが明らかとなり、中国での確認以前から日本国内に存在していた事が証明された。
また、厚生労働省は、死亡例が相次いだのは感染源が特定されたためであり、急に流行しているわけではないとしている。その後もウイルス感染の報告が相次ぎ、2013年の春から秋にかけて高齢者を中心に西日本の13県53人の感染を確認、うち21人の死亡が報告されている。現時点では前述の通り西日本において感染者が出ているが、2014年2月に公表された厚生労働省研究班の調査結果によると、北海道や東北、関東に生息するマダニからもSFTSウイルスが検出されており、病原体は全国的に分布していることが明らかとなった。
2019年5月には関東地方で初の感染者が確認された。
2023年4月には山口県内の病院で、本症例で入院し3日後に死亡した90代の男性患者を診察していた同病院に勤務する20代の男性医師が発症（患者の死亡から9日後に発症、経過観察のみでその後に回復）した日本初のヒト-ヒト感染の事例が、翌2024年3月の国立感染症研究所により報告されている。医師はマダニに刺されるような野外活動歴やペットの飼育歴がなかったことから、当該患者の診察時および死後の一部の措置において自身の身体の防護（ゴーグルの着用など）を行わなかったことが要因とみられている。なお、この医師以外の家族、病院関係者、葬儀関係者には感染は確認されなかった。

### 日本国外の報告
2006年11月以降、最初に確認された中国安徽省以外にも中国の11行政区で数百人以上の感染者が報告されている。2013年2月には、韓国の保健福祉部疾病管理本部がダニを調査した結果、同国内全域に生息しているフタトゲチマダニからSFTSウイルスが確認されたことを明らかにしており、同年5月以降、同国の済州道や慶尚北道で感染による死亡者が出ている。また、米国ミズーリ州でもSFTSウイルスに似たウイルスによる重症熱性血小板減少症候群様の患者が報告されている。

### 中国での流行

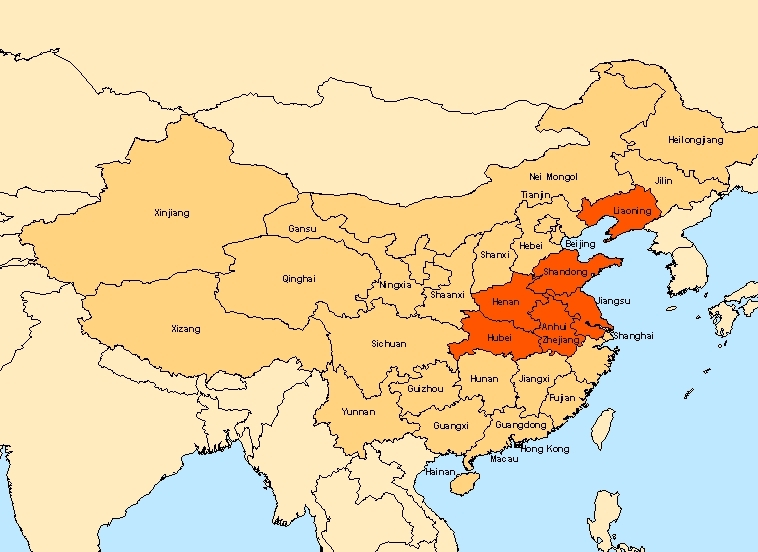
中国国内においてSFTSウイルスが患者から分離された省（赤）

2006年11月に安徽省で発見され、2007年頃から拡大して中国河南省南部信陽市（しんよう、シンヤン）商城県を中心に流行。「発熱を伴う血小板減少」という特別な病状を示しておりこれはアナプラズマ症例の特徴であるが、「ヒト顆粒球アナプラズマ症」 (HGA) の証拠が見つけられない場合もあった。
発見後の2008年始め頃には治療と診断のガイドラインも出て広範囲で疫学調査が開始されたが、原因不明ということで流行は公表されなかった。しかし、2010年9月8日には新聞のスクープがきっかけとなり公表されるに至った。同年8月に行われた調査結果によれば河南省で557人が感染し18人が死亡、山東省で182人が感染し13人が死亡、江蘇省の省都南京市で4人が死亡（6人死亡という報道有り）し、合計35人以上が死亡するなど31の1級行政区（省など）中12の地域に広がっているとされる。
山東省ではHGAへの監視を2008年5月に開始しており、一方のブニヤウイルスに対する監視は河南省と湖北省が2009年5月に開始している。また、河南省が信陽市に専門家を派遣したのは2010年4月初旬のことで、中国衛生部が河南省に専門家を派遣したのは同年9月12日のことである。
中国では一連の症例に対して、「発熱を伴う血小板減少症候群（中: 发热伴血小板减少综合征、英: fever- thrombocytopenia syndrome または thrombocytopenia with fever）」という仮の名称を付けている（症例定義で「発熱」が必須とされている）。
- 安徽省、河南省、山東省、江蘇省、湖北省、黒龍江省、内モンゴル自治区、新疆ウイグル自治区、天津市、海南省、四川省、雲南省の12の1級行政区に広がっている。
- 感染者は河南省信陽市の商城県、溮河区、光山県、平橋区に集中している。特に河南省信陽市商城県はダニの汚染地区で、全県で数百人が咬まれ、多数の死亡例がある。また、感染者は都市部では極めて少なくほとんどが農民であり、丘陵地帯で多発している（最初の発見も安徽省の大別山脈（拼音: Dàbié ターピエ）だった）。
- 女性と老人（40歳以上）に危険が高い（感受性の問題か社会的な問題かは不明）。
- 症例は5月、6月に集中して発生している。
- 中国においては治療にリバビリンの投与が行われているが、有効性は不明である[38]。

## 関連法規
- 感染症法 - 四類感染症

## 参考資料
- 2010年09月10日更新　中国河南省で発熱や血小板減少などを特徴とした病気が発生しています。 FORTH 2010年9月10日
- 国内で初めて診断された重症熱性血小板減少症候群患者 国立感染症研究所